# ديف جاكسون
ديف جاكسون (بالإنجليزية: Dave Jackson)‏ هو راكب الكنو أمريكي، ولد في 1902، وتوفي في 1978.